# Musée d'Art moderne de Mexico
Le musée d'Art moderne (en espagnol : Museo de Arte Moderno) se trouve à Chapultepec à Mexico. Il est consacré à l'art moderne du Mexique (entre 1895 et 1955) tant pictural que sculptural. Sa collection rassemble la plupart des grands maîtres de la première moitié du XXe siècle, tels que David Alfaro Siqueiros, José Clemente Orozco, Diego Rivera, Rufino Tamayo, Frida Kahlo, Lilia Carrillo, Abraham Ángel, entre autres.
Le bâtiment s'inspire d'un dessin de l'architecte Pedro Ramírez Vázquez, et son inauguration a eu lieu le 20 septembre 1964.

## Salles
Le musée possède quatre salles qui portent le nom de personnalités du monde culturel mexicain du XXe siècle : Xavier Villaurrutia, Carlos Pellicer, Antonieta Rivas Mercado, José Juan Tablada, que complète la galerie Fernando Gamboa.

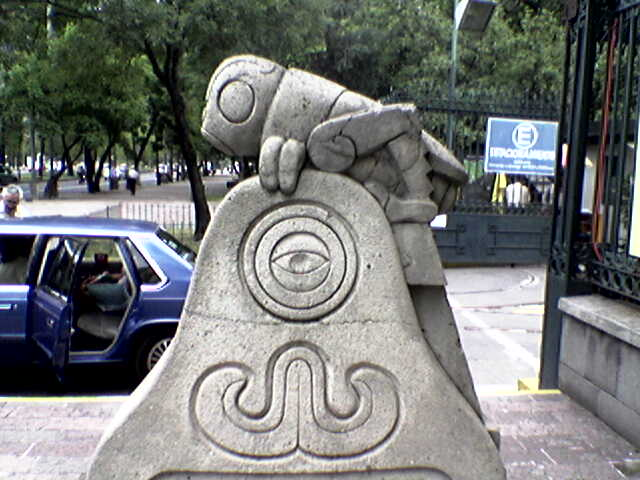
Sculpture de Chapulin à l'entrée du musée
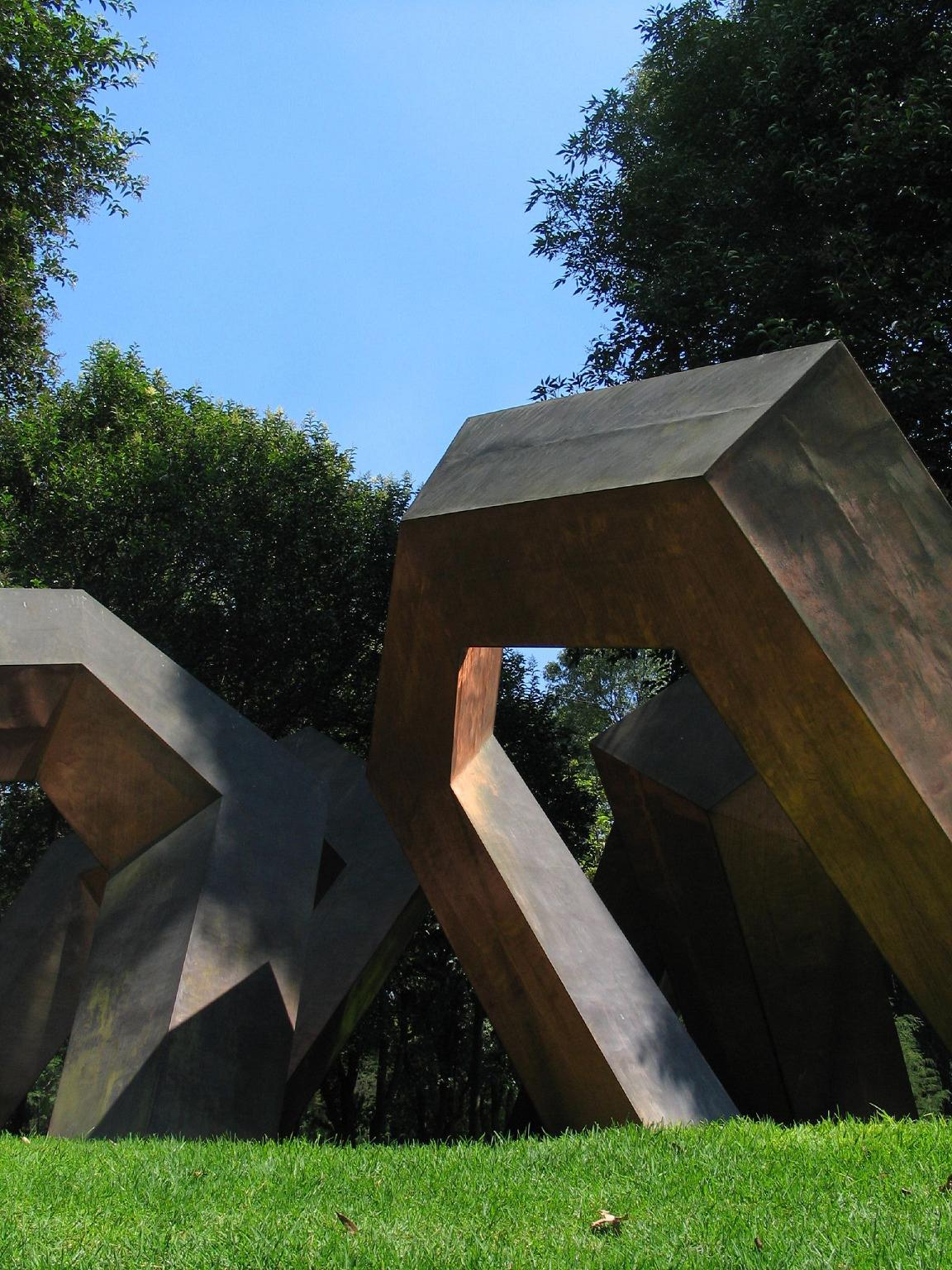
Jardin du musée